# De Você
"De Você" é o terceiro single da cantora brasileira de rock Pitty, em seu primeiro álbum ao vivo (Des)Concerto ao Vivo e o sexto single em seu segundo álbum de estúdio Anacrônico. Seu clipe foi indicado ao MTV Video Music Brasil de 2008, na categoria "Melhor Videoclipe".